# سيدليسزويتسه
 سيدليسزويتسه  هي قرية تقع في المنطقة الإدارية لمدينة كروتشيس، ضمن مقاطعة زافييرتشي، محافظة سيليزيا، في جنوب بولندا. تقع على بعد حوالي 7 كيلومترات (4 ميل) شرق كروتشيس، و19 كم (12 ميل) شرق زافييرتشي، و58 كم (36 ميل) شمال شرق العاصمة الإقليمية كاتوفيتشي. 